# Friedrich Wilhelm Marpurg
Friedrich Wilhelm Marpurg (Wendemark, Altmark, 21 de novembre de 1718 - Berlín, 22 de maig de 1795) fou un compositor alemany.
Fou un músic teòric. Va viure un cert temps a París, on estudià els sistema de Rameau, el 1749 anà a Berlín, d'allà a Hamburg tornant més tard a Berlín, on el 1763 fou nomenat director de loteries amb el títol de conseller de Guerra.
La producció musical no fou massa gran; en canvi desenvolupà una fecunda activitat com a escriptor de música.
Entre els seus descendents, es compten diversos músics, el més famós fou el també compositor Friedrich Marpurg (1825-1884).

## Obra musical
- Kyrie cum Gloria, (1758).
- Sanctus et Agnus, (Berlín, 1759).
- Neue Lieder zum Singen beim Klavier, (Berlín, 1762).
- Geistliche, moralische und weltliche Oden, mit Klavier, (Berlín 1758).
- Klavierstücke..., (Berlin, 1762).
- Fughe e capricci per il clavicembalo e per l'organo, (Berlín, 1777).
- Raccolta delle piu niove composizioni, etc.

## Obra escrita
- Kritische Musikus an der Spree, (1749-50).
- Die Kunst das Klavier zu pielen, (1750-51).
- Abhandlung von der Fuge, (1753-54).
- Historisch-Kritische Beiträge zur Aufnahme der Musik, (1754-62).
- Anleitung zum Klavierspielen, (1755).
- Handbuch beim Generalbass und der Komposition, (1755-58).
- Systematische Einleigtung in die musikalische Setzkunst nach den Lehrsätzen des Herrn Rameau, (1757).
- Anfangsgründe der theoritschen Musik, (1757).
- Anleitung der Singkomposition, (1758).
- Kritische Briefe über die Tonkunst, (1759-63).
- Herrn G.-A. Sorpens Anleigtung zumeneralbassete, (1760).
- Anleigtung zur Musikuberhaupt und zur Singkunst insbesoondere, (1763).
- Versuch über die musikalische Temperatur, (1776).
- Neue Methode, allerlei Arten von Temperaturen dem Klaviere aufs bequemste mitzuteilen, (1779-90).
- Leyenden einiger Musikheiligen, (1786).

Algunes d'aquestes obres varen estar traduïdes a diverses llengües.
Deixà inacabada una història de l'orgue.